# Cactus Air Force
Cactus Air Force („siły powietrzne kaktus”) – umowna nazwa jednostek lotniczych stacjonujących na opanowanym przez amerykańską 1 Dywizję Marines japońskim lotnisku na wyspie Guadalcanal na Wyspach Salomona.
W trakcie kampanii na Wyspach Salomona w drugiej połowie 1942 roku, nazwane przez żołnierzy korpusu piechoty morskiej mianem Henderson Field lotnisko, stanowiło punkt ciężkości sześciomiesięcznych krwawych walk o kontrolę nad lotniskiem, zaś biorące w nich udział stacjonujące na lotnisku eskadry lotnictwa myśliwskiego oraz bombowego, wniosły znaczący wkład w uniemożliwienie dostaw zaopatrzenia dla walczącej o wypchnięcie marines z lotniska japońskiej 17 Armii. Stacjonujące na Henderson Field samoloty myśliwskie Grumman F4F Wildcat broniły lotniska i rozmieszczonych wokół niego pododdziałów marines przed atakami japońskiego lotnictwa bombowego, zaś bombowce nurkujące Douglas SBD Dauntless oraz torpedowo-bombowe Grumman TBF Avenger, zwalczały oddziały japońskiej piechoty na Guadalcanalu oraz jednostki transportowe i okręty japońskiej marynarki wojennej, usiłujące dostarczać na wyspę kolejne oddziały żołnierzy oraz zaopatrzenie.
Po stratach amerykańskiej marynarki wojennej w kolejnych bitwach morskich i powietrzno-morskich wokół Guadalcanalu, zwłaszcza zaś uszkodzeniu lotniskowców USS „Saratoga” (CV-3) i „Enterprise” (CV-6), oraz zatopieniu USS „Wasp” (CV-7) i „Hornet” (CV-8), gdy US Navy na krótko straciła wszystkie operacyjne lotniskowce na Pacyfiku, Cactus Air Force została wzmocniona częścią grupy lotniczej „Enterprise”. Spowodowało to, że przez pewien okres działające z Henedrson Field lotnictwo, stanowiło jedyne siły powietrzne zdolne do przeciwdziałania japońskim dostawom na wyspę. W dalszej części działań, Cactus Force została wzmocniona także samolotami należącymi do lotnictwa armii Stanów Zjednoczonych, w postaci P-400 – eksportową wersją samolotu myśliwskiego Bell P-39 Airacobra.
Zagrożenie stwarzane przez Cactus Air Force powodowało, że japońskie lotnictwo bombowe oraz marynarka wojenna podejmowały wielokrotne wysiłki celem zniszczenia go na ziemi, poprzez bombardowania lotnicze oraz nocne ostrzały artyleryjskie z japońskich okrętów liniowych. Nocą z 13 na 14 października 1942 roku japońskie pancerniki „Kongō” i „Haruna”, przyprowadziły najcięższe bombardowanie lotniska, przy użyciu m.in. pocisków zapalających wzór 3 kalibru 355 mm. W trakcie półtoragodzinnego ostrzału japońskie pancerniki wystrzeliły na lotnisko 973 pociski tego kalibru, niszcząc połowę zgromadzonych na nim samolotów oraz niemal całe zapasy paliwa lotniczego.
Mimo strat, Cactus Force skutecznie zwalczała dostawy zaopatrzenia przez „Tokyo Express” oraz japońskie statki zaopatrzeniowe, pod koniec kampanii doprowadzając do krytycznej sytuacji jednostek 17. Armii na wyspie, w tym głodu wśród jej żołnierzy. Startujące z wyspy samoloty miały też duży udział w zatopieniu japońskiego pancernika „Hiei” oraz innych japońskich okrętów i statków w cieśninie, która z racji liczby zatopionych podczas walk jednostek, otrzymała miano Ironbottom Sound.